# Macaroni

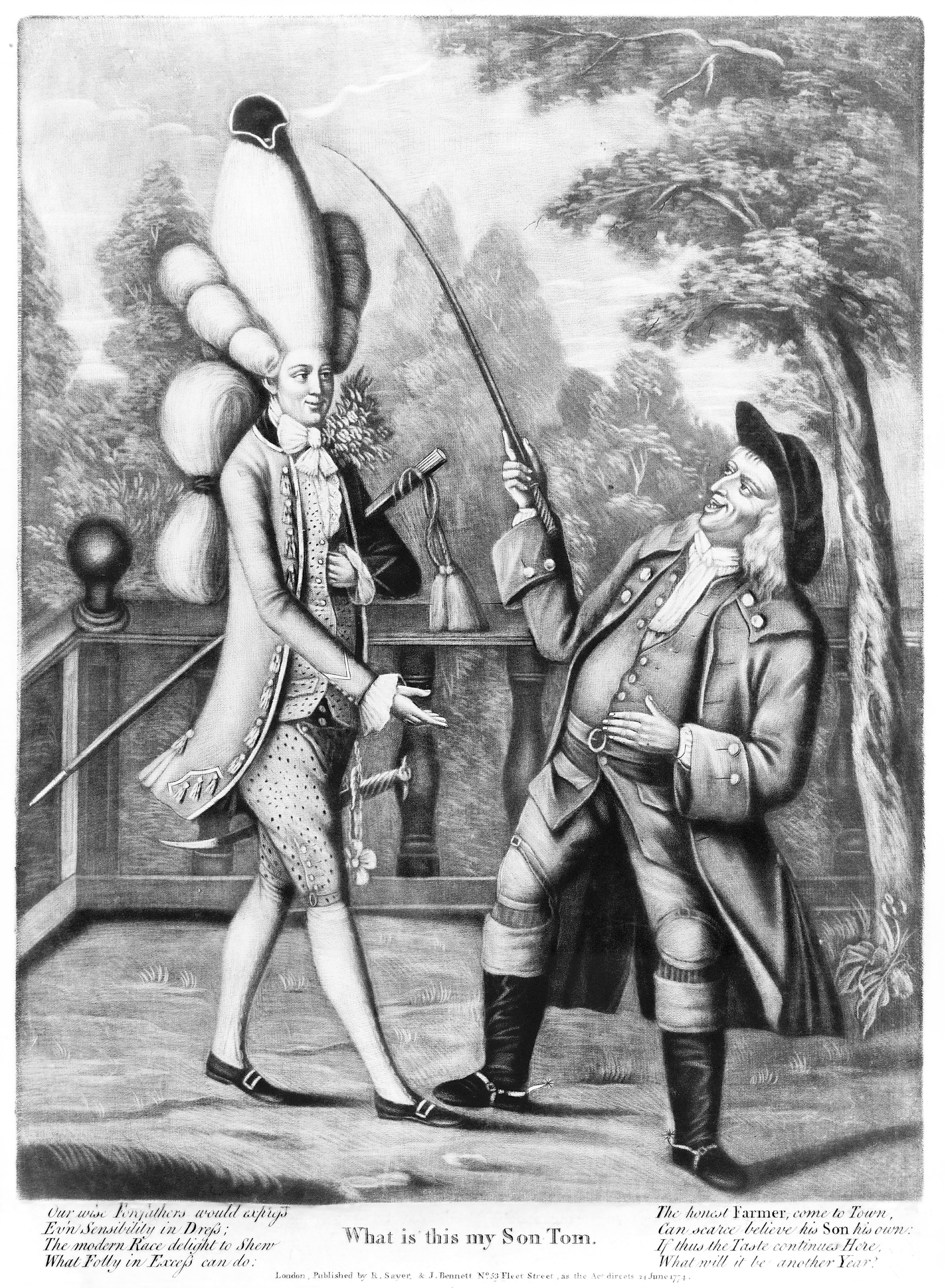
Karikatyr som visar en udda version av Macaroni.

Macaroni var en modestil på 1700-talet. Omnämns i sången Yankee Doodle.